# Bark (album)
Bark är ett musikalbum av Jefferson Airplane släppt i september 1971. Albumet är det första utan bandets grundare Marty Balin som lämnade gruppen tidigare samma år. Även slagverkaren Spencer Dryden hade sedan förra albumet, Volunteers, lämnat gruppen och ersatts av Joey Covington. 
Ny i bandet var även violinisten Papa John Creach som delade sin tid mellan Jefferson Airplane och dess spin-off, bluesgruppen Hot Tuna, som grundats av gitarristen Jorma Kaukonen och basisten Jack Casady två år tidigare. 
Bark var det första albumet som släpptes på Jefferson Airplanes eget skivbolag, Grunt Records, som distribuerades av RCA Records.
Albumet nådde upp till plats 11 på Billboard under 1971 och singeln "Pretty As You Feel" nådde plats 60 och blev därmed både bandets fjärde största listframgång någonsin och även deras sista låt som lyckades ta sig in på listorna.

## Låtlista
Sida 1
1. "When the Earth Moves Again" (Paul Kantner) – 3:54
2. "Feel So Good" (Jorma Kaukonen) – 4:36
3. "Crazy Miranda" (Grace Slick) – 3:23
4. "Pretty as You Feel" (Joey Covington / Jack Casady / Jorma Kaukonen / Carlos Santana / Michael Shrieve)[5] – 4:29
5. "Wild Turkey" (Jorma Kaukonen) – 4:45

Sida 2
1. "Law Man" (Grace Slick) – 2:42
2. "Rock and Roll Island" (Paul Kantner) – 3:44
3. "Third Week in the Chelsea" (Jorma Kaukonen) – 4:34
4. "Never Argue with a German If You're Tired or European Song" (Grace Slick) – 4:31
5. "Thunk" (Joey Covington) – 2:58
6. "War Movie" (Paul Kantner) – 4:41

## Medverkande
Musiker (Jefferson Airplane-medlemmar)
- Jack Casady – basgitarr
- Joey Covington – trummor, sång
- Paul Kantner – gitarr, sång
- Jorma Kaukonen – gitarr, sång
- Grace Slick – piano, sång
- Papa John Creach – violin (spår 1, 4, 5)

Bidragande musiker
- Bill Laudner – sång på "War Movie"
- Will Scarlett – munspel på "Third Week in the Chelsea"
- Carlos Santana – gitarr på "Pretty as You Feel"[5]
- Michael Shrieve – trummor på "Pretty as You Feel"[5]

Produktion
- Jefferson Airplane – producent
- Allen Zentz – ljudtekniker
- Masterful Maurice (Pat Ieraci) – ljudtekniker
- Acy Lehman – omslagsdesign
- Gary Blackman – omslagsdesign
- Grace Slick – omslagskonst
- Bill Thompson – omslagskonst